# Rubus weizensis
Rubus weizensis är en rosväxtart som beskrevs av Maurer. Rubus weizensis ingår i släktet rubusar, och familjen rosväxter. Inga underarter finns listade i Catalogue of Life.